# 切爾沃內 (斯塔維謝市鎮)
49°21′18″N 30°3′30″E / 49.35500°N 30.05833°E
切爾沃內（烏克蘭語：Червоне）是位於烏克蘭北部的村莊，由基辅州白采爾克瓦區的斯塔維謝市鎮負責管轄。該村始建於1753年，面積0.56平方公里，海拔高度251米，2001年人口112，人口密度每平方公里201.4人。